# Hamburg Open Online University
Die Hamburg Open Online University (HOOU) wurde 2015 gegründet und ist eine Verbundeinrichtung mehrerer staatlicher Hamburger Hochschulen mit dem Universitätsklinikum Hamburg-Eppendorf (UKE), dem Multimedia Kontor Hamburg und der Freien und Hansestadt Hamburg. Als Plattform für Kollaboration und Kooperation fördert die HOOU Bildungsprojekte aus verschiedensten Bereichen und macht diese mit Hilfe von offenen Lizenzen und Open-Source-Konzepten über die Plattform für jedermann frei zugänglich.

## Geschichte und Gründung
Die Gründung der HOOU ergab sich 2014 aus der Digitalisierungsinitiative der Stadt Hamburg. Der damalige Erste Bürgermeister Olaf Scholz griff dabei die OER-Thematik und den Bedarf der Öffnung von Bildungsressourcen der Hochschulen für neue Zielgruppen auf. Die öffentlich-rechtlichen Hochschulen Hamburgs formten daraufhin einen gemeinsamen und ganzheitlichen Ansatz für eine offene akademische Bildung – die Hamburg Open Online University. Unter der Leitung einer Lenkungsgruppe „Digitales Lehren und Lernen“ und u. a. dem Initiator der HOOU Sönke Knutzen, wissenschaftliche Leitung HOOU@TUHH und Digitalisierungsbeauftragter für Lehre an der TU Hamburg, startete die HOOU dann als von der Stadt gefördertes Projekt im Frühjahr 2015. Im Projekt organisierten sich die Hochschulen zu den Themen Offene Lernmaterialien, digitale Qualifizierung und der Konzeption einer digitalen Lernplattform. Seit Anfang 2020 ist die HOOU als Gesellschaft organisiert.

## Zielgruppe
Das Angebot richtet sich an Bildungsinteressierte in unterschiedlichen Lebensphasen und mit unterschiedlichen Bildungshintergründen. Die HOOU wendet sich nicht nur an die Studierenden der beteiligten Hochschulen, sondern auch an diejenigen, die an einer Auseinandersetzung mit akademischen Inhalten interessiert sind.

## Kurse
Mit Stand Oktober 2021 befinden sich etwa 250 Lernangebote sowie rund 236 Lernmaterialien auf der Plattform, die zu jeder Zeit ohne vorherige Anmeldung nutzbar sind. Diese bedienen unterschiedliche Themen wie Nachhaltigkeit, Stadtkultur, Technik, Musik, Kunst, Bildung und Erziehung.

## Trägerinstitutionen
- Freie und Hansestadt Hamburg
- Hochschule für Angewandte Wissenschaften Hamburg (HAW Hamburg)
- Technische Universität Hamburg (TUHH)
- HafenCity Universität Hamburg (HCU Hamburg)
- Hochschule für bildende Künste Hamburg (HFBK Hamburg)
- Hochschule für Musik und Theater Hamburg (HfMT Hamburg)
- Universitätsklinikum Hamburg-Eppendorf (UKE)
- Multimedia Kontor Hamburg gGmbH (MMKH)